# Amyris lurida
Amyris lurida är en vinruteväxtart som beskrevs av Cyrus Longworth Lundell. Amyris lurida ingår i släktet Amyris och familjen vinruteväxter. Inga underarter finns listade i Catalogue of Life.